# Mięsień obły mniejszy

Mięsień obły mniejszy

Mięsień obły mniejszy (łac. musculus teres minor) – w anatomii człowieka podłużny, mały mięsień obręczy kończyny górnej, przebiegający wzdłuż dolnej krawędzi mięśnia podgrzebieniowego. Przyczepia się do powierzchni grzbietowej bocznego brzegu łopatki. Przechodzi w ścięgno przytwierdzone do powierzchni dolnej guzka większego kości ramiennej i torebki stawowej stawu ramiennego.
Jego funkcją jest rotacja kości ramiennej na zewnątrz oraz napięcie torebki stawowej.
Unaczyniony jest przez tętnicę okalającą łopatkę, a unerwiony przez nerw pachowy C5–6.